# Baxter!
Baxter! (Brasil: O Estranho Mundo de Baxter ) é um filme britânico/estadunidense, de 1972, do gênero drama, dirigido por Lionel Jeffries, roteirizado por Reginald Rose, baseado no livro The Boy Who Could Make Himself Disappear de Kin Platt, música de Michael J. Lewis. 

## Sinopse
Menino americano, introspectivo e incapaz de pronunciar a letra R, negligenciado por seus pais separados, vem a Londres, onde encontra conforto e tragédia com novos amigos.

## Elenco
- Scott Jacoby .......  Roger Baxter
- Patricia Neal ....... Dr. Roberta Clemm
- Jean-Pierre Cassel .......  Roger Tunnell
- Britt Ekland .......  Chris Bentley
- Lynn Carlin ....... Mrs. Baxter
- Sally Thomsett ....... Nemo Newman
- Paul Eddington ....... Mr. Rawling
- Paul Maxwell ....... Mr. Baxter
- Ian Thompson ....... Dr. Walsh
- Ronald Leigh-Hunt .......  Mr. Filshie
- Frances Bennett .......  Mrs. Newman
- Clay Michaels ....... Estudante Tardy
- George Tovey ....... George
- Marianne Stone .......  Enfermeira Palmer
- Dorothy Alison ....... Enfermeira Kennedy
- Frank Singuineau .......  Dr. Barbour
- Mavis Villiers ....... Mulher no avião
- Nicholas Smith ....... Motorista de taxi
- John Caufield .......   Motorista de taxi